# Oedemera cuprata
Oedemera cuprata is een keversoort uit de familie schijnboktorren (Oedemeridae). De wetenschappelijke naam van de soort is voor het eerst geldig gepubliceerd in 1864 door Reiche.